# Lila Downs
Ana Lila Downs Sánchez, più conosciuta come Lila Downs (Heroica Ciudad de Tlaxiaco, 19 settembre 1968), è una cantante, cantautrice e attrice messicana.
Nata nello stato di Oaxaca, Lila Downs alterna l'interpretazione di brani da lei composti a quella della musica tradizionale del Centroamerica delle culture dei maya, aztechi, mixtechi e zapotechi. Annoverata tra i principali esponenti del world music, ha debuttato nel mercato discografico latinoamericano nel 1999, dominandone la scena per oltre due decenni. Nel 2008 ha conseguito successo mondiale con l'album Shake Away, è risultata vincitrice di un Grammy Award e più volte del Latin Grammy Award. Ispirata da leggendari cantanti di musica ranchera come Lucha Reyes e artisti della musica popolare come Amparo Ochoa e Mercedes Sosa, Downs è nota per il suo senso estetico rispetto alla musica, oltre che per il suo stile unico di vestire che unisce i costumi tradizionali del Messico con stili moderni e alternativi. Sono notevoli i suoi spettacoli dal vivo e video musicali, in continua evoluzione e stravaganti. Il suo contributo al mondo della musica l'ha portata a ottenere numerosi premi.

## Biografia
È figlia della cantante e cabarettista mixteca Anita Sànchez e dello scozzese-americano Allen Downs, professore e operatore cinematografico del Minnesota. Cresciuta fra il Messico e la California, si è laureata in canto e antropologia all'università del Minnesota, per poi ritornare a vivere in Messico dove comincia a suonare nei club di Oaxaca e poi di Filadelfia assieme al sassofonista Paul Cohen, poi divenuto suo marito e direttore artistico.
Fra i suoi maggiori successi c'è la partecipazione al film Frida, in cui la Downs, oltre ad apparire nel film, partecipa alla colonna sonora, interpretando Estrella oscura, Benediction and dream, il brano Burn it blue assieme a Caetano Veloso, candidato all'oscar ed eseguito dal vivo sul palco dei 75th Academy Awards. Ha partecipato anche alle colonne sonore dei film Tortilla soup e Le donne vere hanno le curve. Durante la sua carriera di attrice, ha partecipato a tre film, un documentario, accoppiato con la registrazione di cinque colonne sonore di film. Lila Downs è attualmente considerata una delle più importanti artiste del suo genere chiaramente consolidato il suo impatto globale, e si colloca tra gli artisti più influenti del mondo.

## Discografia

### Album studio
- 1999: La sandunga
- 2000: Árbol de la vida
- 2001: La Línea
- 2004: Una sangre
- 2006: La cantina
- 2008: Ojo de culebra
- 2011: Pecados y milagros
- 2014: Raíz
- 2015: Balas y chocolate
- 2017: Salón, lágrimas y deseo
- 2019: Al chile

### Album live
- 1996: Azuláo: En vivo con Lila Downs
- 2010: Lila Downs y La Misteriosa en París - Live à Fip
- 2022: Desde Bellas Artes México

### DVD
- Lotería Cantada
- The Very Best of Lila Downs